# Kelly Kelly
Barbara Collins Blank (nascuda el 15 de gener del 1987 a Jacksonville, Florida), més coneguda al ring com a Kelly Kelly és una model, lluitadora professional i ballarina estatunidenca que treballa a la WWE, competint a la marca Raw.
Dins dels seus triomfs cal destacar un regnat com a Campiona de dives de la WWE.

## World Wrestling Entertainment

### Ohio Valley Wrestling (2006)
Kelly Kelly era un model de bikinis de marca 'Venus' quan el vicepresident dels caçadors de talents John Laurinaitis li va oferir un contracte en el territori de desenvolupament de la WWE. Tot i no tenir cap experiència com a lluitadora, Blank va acceptar i va ser destinada a Ohio Valley Wrestling com al seu lloc d'entrenament.

### ECW (2006-2008)
Blank va debutar a la marca ECW com a Kelly Kelly el 13 de juny del 2006 convertint-se en la Diva més jove del roster de la WWE.

### Raw i SmackDown (2008-actualitat)

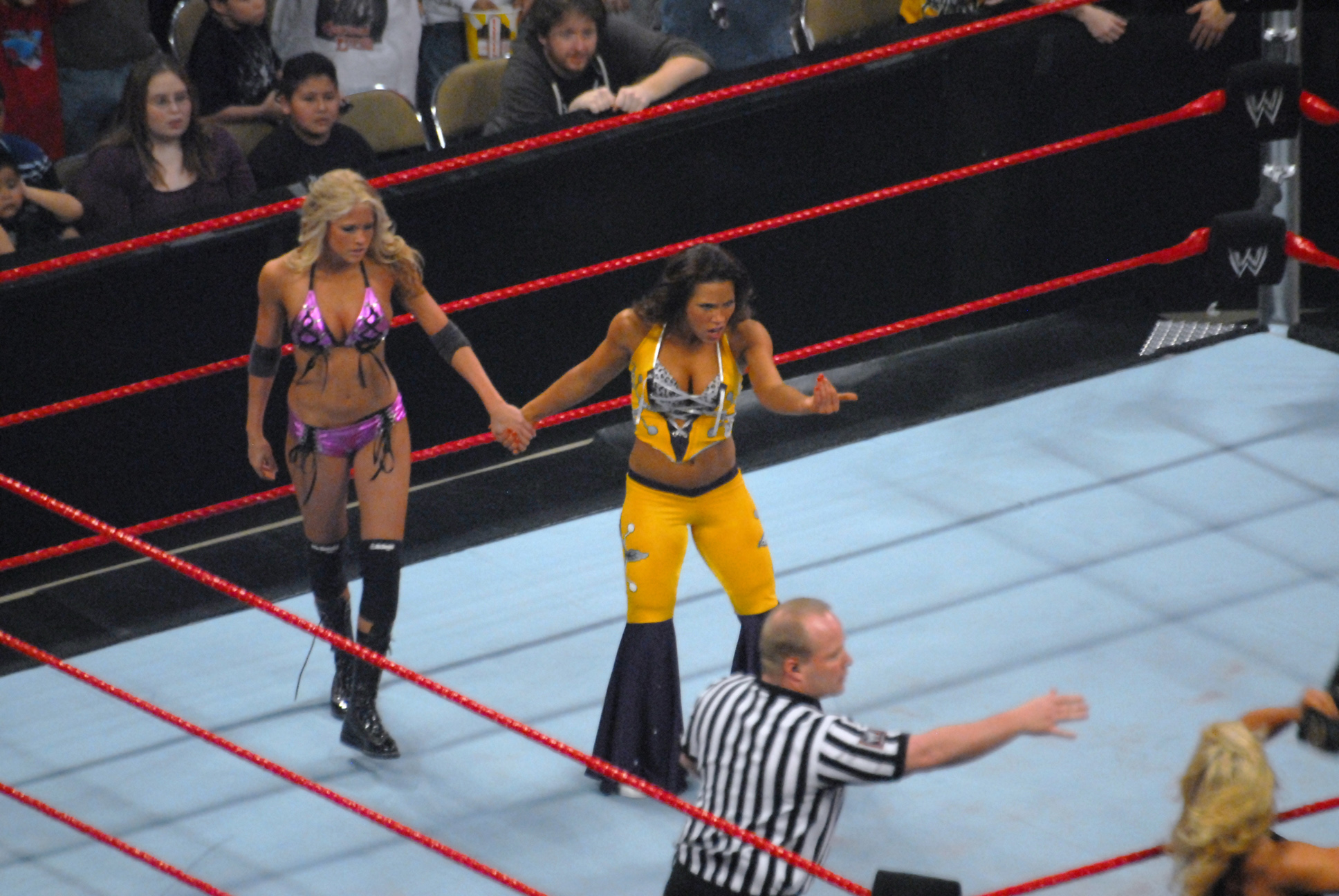

El 2008 va ser moguda a Raw, amb la que va començar a l'episodi del 7 de juliol. Kelly va debutar a la marca en un combat formant equip amb Mickie James enfrontant-se a Layla i Jillian Hall. El seu tag va ser el guanyador.
El 26 d'abril del 2010 va ser traspassada a SmackDown. Quatre dies després va fer el seu debut a SmackDown derrotant juntament amb Beth Phoenix a Michelle McCool y Layla.
A SmackDown el 4 de gener de 2011 (emès el 7 de gener), va ser derrotada per Michelle McCool. No obstant això, després de la lluita va ser atacada per Michelle McCool i Layla, però va ser rescatada per Drew Mclntyre. A Royal Rumble 2011 va intervenir en el combat entre Edge i Dolph Ziggler a favor d'Edge, ajudant-lo i atacant a Vickie Guerrero. A causa d'això, Guerrero va pactar la setmana següent a SmackDown una lluita entre LayCool i Ziggler contra Edge i Kelly Kelly pel campionat, la qual van guanyar Edge i Kelly Kelly a l'aplicar Kelly un "Spear" a Layla. D'aquesta manera Kelly va ajudar a Edge a retenir el títol. Després de la lluita, Vickie Guerrero va pujar al ring per a anunciar-li que estava acomiadada de la WWE (Només en el guío). No obstant això, a Elimination Chamber 2011, Theodore Long va anunciar que Kelly Kelly havia estat recontractada, mentre Vickie Guerrero li suplicava que tornés a contractar a Dolph Ziggler. Kelly Kelly va atacar immediatament a Vickie Guerrero, però Lay-Cool va pujar al quadrilàter per a defensar a Vickie Guerrero i Trish Stratus la va salvar de l'atac de LayCool. A SmackDown el 22 de febrer (emès el 25 de febrer) de 2011, va lluitar amb Edge contra Drew Mclntyre i Vickie Guerrero en un combat on estava en joc el càrrec de Guerrero. Durant el combat, Kelly Kelly va tornar a aplicar la "Spear" a Guerrero, guanyant el combat i provocant l'acomiadament de Vickie.
Va aparèixer al programa especial de RAW pels seus 25 anys.
Durant el Royal Rumble 2018 va entrar en el número 19, però va ser eliminada per Nia Jax.

## Vida personal
Blank va néixer a la ciutat de Jacksonville a l'estat de Florida, filla de pare jueu i mare cristiana. Durant la seva infància va ser una gran fan de la lluita lliure professional i va afirmar que Stone Cold Steve Austin va ser el seu lluitador favorit. En la seva etapa de creixement Blank va practicar gimnàstica durant deu anys, abans d'haver d'abandonar-la a causa d'una lesió. Posteriorment es va fer animadora. Blank va estudiar periodisme amb l'esperança de convertir-se en presentadora de televisió. Abans d'entrar en el món de la lluita lliure professional, va ser model de Hawaiian Tropic, una marca de bronzejats, a més de treballar, com a model de biquinis, per Venus Swimwear, una empresa fabricant de leotards. En la seva fase de desenvolupament com lluitadora a Ohio Valley Wrestling (OVW), Blank va viure en l'estat de Kentucky. Després d'això, Blank va residir a Tampa, Florida, abans de traslladar-se a Miami, Florida. El 2010, finalment va tornar a Tampa. Blank defineix Trish Stratus com la seva inspiració en la lluita lliure.
Blank va mantenir una relació sentimental de dos anys i mig amb el lluitador Andrew Martin, que va acabar poc abans de la mort de Martin al març de 2009. Suposadament també va sortir amb Dave Batista durant un breu període. Actualment, des dels últims mesos del 2010 Kelly Kelly té una relació sentimental amb Justin Gabriel.

## Campionats i Triomfs
- WWE
  - WWE Divas Championship - (1 vegada)